# 戦ってしまうよ
「戦ってしまうよ」（たたかってしまうよ）は、ゲスの極み乙女。の通算5枚目のシングル。2018年1月24日にワーナーミュージック・ジャパンから発売。

## 概要
- 前作「マレリ」以来3ヶ月ぶりのリリース。全国流通のCDシングルとしては前作「オトナチック/無垢な季節」から2年3カ月ぶりのリリースとなった。
- 表題曲はスマートフォン向けゲームアプリ『クラッシュ・ロワイヤル』“ジャパニーズ・アニメスタイル”の新CMソングとして書き下ろされた。楽曲・ゲームについて川谷は「中毒性のあるゲーム。CM映像のスピード感とぴったりな疾走感溢れる曲でもうクラロワといえばこの曲になるのでは？ みんなクラロワを今すぐダウンロードして戦ってしまってください。」とコメントしている。
- 初回限定盤には2017年9月3日に東京・日比谷野外大音楽堂で行われた全国ツアー「丸三角ゲス」ツアーファイナル公演の映像を収録したDVDが付属する。また、iTunesプレオーダーで予約した場合、特典に『crying march』のライブ映像をダウンロードできる。

## 収録曲

### CD
（全作詞・作曲：川谷絵音）
1. 戦ってしまうよ
スマートフォン向けゲームアプリ『クラッシュ・ロワイヤル』CMソング。発売前には前年に行われたライブツアー『ッアーーー！！！』で新曲として披露されていた。
MVの監督は以前に『猟奇的なキスを私にして』のMVを手がけた田辺秀伸。2017年12月18日にショートVer、2018年1月11日にフルバージョンがそれぞれ公開された[2]。
2. イメージセンリャク
PVが製作され、2018年1月23日に公開された。MVの監督を務めたのは、過去に『DARUMASAN』やDADARAYの『イキツクシ』『美しい仕打ち』のMVを手がけた加藤マニ。山川未菜が演じる架空の女優・藍下怜が、芸能界で成功していく様と、その裏側で“イメージセンリャク”に苦心する姿を描いている[3]。
3. 息をするために
4. ぶらっくパレード（Remix by AmPm）
AmPm（アムパム）による、1stミニアルバム『ドレスの脱ぎ方』収録曲のリミックス。

### DVD
1. あなたには負けない
2. シアワセ林檎
間奏部分では演出上、ほな・いこかがドラムセットから離れる為、演奏終了までサポートとしてindigo la Endのドラマー、佐藤栄太郎が代わりに演奏している。
3. サイデンティティ
4. 午後のハイファイ
5. 心地艶やかに
6. ゲストーリー
7. Dancer in the Dancer
8. いけないダンス
9. 星降る夜に花束を
10. 私以外私じゃないの（Remix by PARKGOLF）

## 参加メンバー
戦ってしまうよ
- 川谷絵音：ヴォーカル/ギター(＃1,＃2)/プログラミング
- 休日課長：ベース(＃4以外)/コーラス
- ちゃんMARI：キーボード(＃4以外)/コーラス
- ほな・いこか：ドラム(＃3,＃4以外)/コーラス/ヴォーカル(＃1,＃3)

サポート
- 佐々木みお：コーラス：(#2)

初回限定盤DVD(全国ツアー「丸三角ゲス」 in 日比谷野音)
- 川谷絵音：ヴォーカル/ギター(＃5,＃6)/キーボード(＃3,＃8)/プログラミング
- 休日課長：ベース(＃1以外)/コーラス/シンセ(＃5)/ヴォーカル(＃1)
- ちゃんMARI：キーボード(＃1以外)/コーラス/アコギ(＃5)/ヴォーカル(＃1)
- ほな・いこか：ドラム(＃1,＃10以外)/コーラス/ヴォーカル(＃1,＃2,＃6,＃10)

ゲスト
- 佐藤栄太郎：ドラム(＃2)

サポート
- 佐々木みお：コーラス(＃1以外)/ヴァイオリン(＃8)
- 服部恵津子：コーラス(＃1以外)/キーボード(＃8)